# Arthur Wenderroscky
Arthur Wenderroscky Sanches (Nova Friburgo, Rio de Janeiro, Brasil, 24 de fevereiro de 2005) é um futebolista brasilero. Joga como meio-campista ofensivo e sua equipa atual é o Wydad Casablanca da Liga de Futebol de Marrocos.

## Trajetória
Estreou como profissional em 4 de março de 2021, entrando aos 75 minutos para enfrentar oResende pelo Campeonato Carioca, jogo que perderam de 2-1. Seu primeiro jogo foi com apenas 16 anos recém-completados, vestindo a camisa número 17, tornando-se o jogador mais jovem da era profissional do Fluminense a disputar uma partida. 
Não voltou a ter mais oportunidades e continuou sua formação nas categorias de base durante 2021 e 2022. No ano de 2023, voltou a ganhar espaço na Primeira Divisão, participando da Série A, Copa do Brasil, Campeonato Carioca e Copa Libertadores. Em 2024, começou com alguns minutos no Campeonato Carioca, mas não teve oportunidades na Série A.
Em setembro de 2024, foi contratado pelo Wydad Casablanca, para atuar na primeira divisão do futebol marroquino.

## Seleção Nacional
Foi convocado para a seleção brasileira de futebol nas categorias de base sub-15, sub-17 e sub-20.

## Estatísticas
Atualizado até a última partida disputada em 4 de janeiro de 2025.
| Clube                       | Divisão       | Temporada     | Liga  | Liga | Liga   | Estatal | Estatal | Estatal | Copas Nacionais | Copas Nacionais | Copas Nacionais | Copas Internacionais | Copas Internacionais | Copas Internacionais | Total | Total | Total  |
| Clube                       | Divisão       | Temporada     | Part. | Gols | Asist. | Part.   | Gols    | Asist.  | Part.           | Gols            | Asist.          | Part.                | Gols                 | Asist.               | Part. | Gols  | Asist. |
| --------------------------- | ------------- | ------------- | ----- | ---- | ------ | ------- | ------- | ------- | --------------- | --------------- | --------------- | -------------------- | -------------------- | -------------------- | ----- | ----- | ------ |
| Fluminense F. C. · Brasil   | 1.ª           | 2021          | -     | -    | -      | 1       | 0       | 0       | -               | -               | -               | -                    | -                    | -                    | 1     | 0     | 0      |
| Fluminense F. C. · Brasil   | 1.ª           | 2023          | 2     | 0    | 0      | 4       | 0       | 0       | 1               | 0               | 0               | 1                    | 0                    | 0                    | 8     | 0     | 0      |
| Fluminense F. C. · Brasil   | 1.ª           | 2024          | 0     | 0    | 0      | 5       | 0       | 1       | 0               | 0               | 0               | 0                    | 0                    | 0                    | 5     | 0     | 1      |
| Fluminense F. C. · Brasil   | Total club    | Total club    | 2     | 0    | 0      | 10      | 0       | 1       | 1               | 0               | 0               | 1                    | 0                    | 0                    | 14    | 0     | 1      |
| Wydad Casablanca · Marrocos | 1.ª           | 2024-24       | 9     | 0    | 2      | —       | —       | —       | 2               | 1               | 0               | -                    | -                    | -                    | 11    | 1     | 2      |
| Wydad Casablanca · Marrocos | Total club    | Total club    | 9     | 0    | 2      | 0       | 0       | 0       | 2               | 1               | 0               | 0                    | 0                    | 0                    | 11    | 1     | 2      |
| Total carrera               | Total carrera | Total carrera | 11    | 0    | 2      | 10      | 0       | 1       | 3               | 1               | 0               | 1                    | 0                    | 0                    | 25    | 1     | 3      |
|                             |               |               |       |      |        |         |         |         |                 |                 |                 |                      |                      |                      |       |       |        |

## Títulos

### Títulos estatais
| Título             | Clube            | País   | Ano  |
| ------------------ | ---------------- | ------ | ---- |
| Campeonato Carioca | Fluminense F. C. | Brasil | 2023 |

### Títulos internacionais
| Título                         | Equipa             | País     | Ano  |
| ------------------------------ | ------------------ | -------- | ---- |
| Campeonato Sudamericano Sub-15 | Selecção de Brasil | Colombia | 2019 |
| #Copa Libertadores             | Fluminense F. C.   | Brasil   | 2023 |